# Lijst van gemeentelijke monumenten in Maashorst
De Noord-Brabantse gemeente Maashorst heeft 97 gemeentelijke monumenten, hieronder een overzicht. Zie ook de rijksmonumenten in Maashorst.

## Odiliapeel
De plaats Odiliapeel kent 5 gemeentelijke monumenten:
| Object                                                       | Bouwjaar   | Architect   | Locatie          | Coördinaten                   | Nr.           | Afbeelding                                     |
| ------------------------------------------------------------ | ---------- | ----------- | ---------------- | ----------------------------- | ------------- | ---------------------------------------------- |
| Langgevelboerderij                                           | jaren '20  |             | Ontginningsweg 2 | 51° 39' 1" NB, 5° 43' 57" OL  | 0856/wikinr60 | Langgevelboerderij                             |
| Eenvoudige langgevelboerderij                                | circa 1920 |             | Oudedijk 82      | 51° 38' 28" NB, 5° 43' 12" OL | 0856/wikinr61 | Eenvoudige langgevelboerderij                  |
| Eenvoudige langgevelboerderij                                | circa 1920 |             | Oudedijk 139     | 51° 38' 19" NB, 5° 43' 44" OL | 0856/wikinr62 | Eenvoudige langgevelboerderij                  |
| R.K.H. Kruisvindingskerk en pastorie, in Bossche schoolstijl | 1959       | Jan de Jong | Oudedijk 41-43   | 51° 38' 38" NB, 5° 42' 13" OL | 0856/wikinr63 | Meer afbeeldingen                              |
| Gemeenschapshuis gebouwd in 'krolholler stijl'               | jaren '50  |             | Oudedijk 44      | 51° 38' 38" NB, 5° 42' 20" OL | 0856/wikinr64 | Gemeenschapshuis gebouwd in 'krolholler stijl' |

## Oventje
De plaats Oventje kent 2 gemeentelijke monumenten:
| Object                                       | Bouwjaar | Architect | Locatie           | Coördinaten                   | Nr.        | Afbeelding                                   |
| -------------------------------------------- | -------- | --------- | ----------------- | ----------------------------- | ---------- | -------------------------------------------- |
| Boerderij                                    |          |           | Voor-Oventje 1    | 51° 40' 53" NB, 5° 40' 32" OL | 1685/H2056 | Boerderij                                    |
| Lichtmast geknakt door de stormramp van 1925 |          |           | Voor-Oventje ong. | 51° 40' 43" NB, 5° 40' 31" OL | 1685/H3304 | Lichtmast geknakt door de stormramp van 1925 |

## Reek
De plaats Reek kent 8 gemeentelijke monumenten:
| Object               | Bouwjaar | Architect | Locatie                      | Coördinaten                   | Nr.        | Afbeelding           |
| -------------------- | -------- | --------- | ---------------------------- | ----------------------------- | ---------- | -------------------- |
| Voormalige boerderij |          |           | Langstraat 3                 | 51° 44' 41" NB, 5° 40' 30" OL | 1685/L101  | Voormalige boerderij |
| Woonhuis             |          |           | Mgr. Borretstraat 13         | 51° 44' 42" NB, 5° 40' 58" OL | 1685/E1494 | Woonhuis             |
| Woonhuis             |          |           | Mgr. Borretstraat 37         | 51° 44' 34" NB, 5° 40' 57" OL | 1685/E1217 | Woonhuis             |
| Woonhuis             |          |           | Rijksweg 49                  | 51° 44' 21" NB, 5° 41' 2" OL  | 1685/L367  | Woonhuis             |
| Herenhuis            |          |           | Rozenlaan 7                  | 51° 44' 50" NB, 5° 41' 2" OL  | 1685/E1304 | Herenhuis            |
| Voorhuis             |          |           | Schaijksestraat 8            | 51° 44' 38" NB, 5° 40' 5" OL  | 1685/L244  | Voorhuis             |
| Kruisbeeld           |          |           | tegenover Schaijksestraat 16 | 51° 44' 36" NB, 5° 40' 28" OL | 1685/L561  | Kruisbeeld           |
| ANWB wegwijzer       |          |           | Noordhoek/ Nieuw Heijtmorgen | 51° 44' 48" NB, 5° 40' 58" OL | 1685/E1810 | ANWB wegwijzer       |

## Schaijk
De plaats Schaijk kent 10 gemeentelijke monumenten:
| Object                              | Bouwjaar | Architect          | Locatie                        | Coördinaten                   | Nr.        | Afbeelding                          |
| ----------------------------------- | -------- | ------------------ | ------------------------------ | ----------------------------- | ---------- | ----------------------------------- |
| Woonboerderij                       |          |                    | Hoevestraat 1                  | 51° 44' 3" NB, 5° 37' 50" OL  | 1685/I224  | Woonboerderij                       |
| Antonius Abtkerk                    |          | Petrus Stornebrink | Pastoor van Winkelstraat 3     | 51° 44' 48" NB, 5° 37' 55" OL | 1685/B2492 | Meer afbeeldingen                   |
| Kerkhofmuur                         |          |                    | bij Pastoor van Winkelstraat 3 | 51° 44' 48" NB, 5° 37' 55" OL | 1685/B2493 | Meer afbeeldingen                   |
| Toegangspoort                       |          |                    | bij Pastoor van Winkelstraat 3 | 51° 44' 48" NB, 5° 37' 55" OL | 1685/B2495 | Meer afbeeldingen                   |
| Raadhuis                            |          | Jan de Jong        | Pastoor van Winkelstraat 5     | 51° 44' 47" NB, 5° 37' 56" OL | 1685/B2496 | Meer afbeeldingen                   |
| Winkel/ woonhuis                    |          |                    | Pastoor van Winkelstraat 37    | 51° 44' 47" NB, 5° 38' 10" OL | 1685/B1584 | Meer afbeeldingen                   |
| Dokters/ apothekerswoning           |          |                    | Rijksweg 38                    | 51° 44' 13" NB, 5° 38' 1" OL  | 1685/K376  | Meer afbeeldingen                   |
| Huis van Jan de Jong                |          | Jan de Jong        | Rijksweg 56                    | 51° 44' 13" NB, 5° 39' 33" OL | 1685/K343  | Meer afbeeldingen                   |
| Voormalige brouwerij/ herenhuis     |          |                    | Runstraat 5                    | 51° 44' 48" NB, 5° 37' 51" OL | 1685/C3784 | Voormalige brouwerij/ herenhuis     |
| Voormalige boerderij voor gem. werf |          |                    | Runstraat 59 / 59a             | 51° 44' 57" NB, 5° 37' 42" OL | 1685/C5206 | Voormalige boerderij voor gem. werf |

## Uden
De plaats Uden kent 45 gemeentelijke monumenten, zie de lijst van gemeentelijke monumenten in Uden

## Volkel
De plaats Volkel kent 13 gemeentelijke monumenten:
| Object                                                  | Bouwjaar              | Architect | Locatie                                    | Coördinaten                   | Nr.           | Afbeelding                                              |
| ------------------------------------------------------- | --------------------- | --------- | ------------------------------------------ | ----------------------------- | ------------- | ------------------------------------------------------- |
| Winkel met woonruimte omvat een eenlaags gebouw         | circa 1905            |           | Antoniusstraat 2 en 4 / Aert Willemsstraat | 51° 38' 39" NB, 5° 39' 24" OL | 0856/wikinr47 | Winkel met woonruimte omvat een eenlaags gebouw         |
| Voormalig processiepark                                 |                       |           | Antoniusstraat/ Wilgenstraat               | 51° 38' 39" NB, 5° 40' 6" OL  | 0856/wikinr48 | Voormalig processiepark                                 |
| Op sokkel geplaatst kruis met vastgenagelde Jezusfiguur |                       |           | Brabantstraat, Zeelandsedijk               | 51° 37' 57" NB, 5° 39' 46" OL | 0856/wikinr49 | Op sokkel geplaatst kruis met vastgenagelde Jezusfiguur |
| Grote kortgevelboerderij                                | 19e eeuw              |           | Haverkampstraat 3                          | 51° 37' 51" NB, 5° 39' 6" OL  | 0856/wikinr50 | Grote kortgevelboerderij                                |
| Langgevelboerderij staat met de kopgevel naar de straat | 1903                  |           | Heikantstraat 21                           | 51° 37' 59" NB, 5° 40' 22" OL | 0856/wikinr51 | Langgevelboerderij staat met de kopgevel naar de straat |
| Oud brandweerhuisje                                     |                       |           | Heuvelstraat                               | 51° 38' 43" NB, 5° 39' 14" OL | 0856/wikinr52 | Oud brandweerhuisje                                     |
| Pastorie gelegen naast de R.K. St.-Anthoniuskerk        | 1890                  |           | Kloosterstraat 4                           | 51° 38' 36" NB, 5° 39' 23" OL | 0856/wikinr53 | Pastorie gelegen naast de R.K. St.-Anthoniuskerk        |
| Eenlaags woonhuis                                       | eerste kwart 20e eeuw |           | Kloosterstraat 9                           | 51° 38' 36" NB, 5° 39' 22" OL | 0856/wikinr54 | Eenlaags woonhuis                                       |
| Langhuisboerderij met dwarsdeel                         |                       |           | Nieuwstraat 35                             | 51° 39' 3" NB, 5° 39' 34" OL  | 0856/wikinr55 | Langhuisboerderij met dwarsdeel                         |
| Eenlaags woonhuis                                       | 1900                  |           | Rudigerstraat 16                           | 51° 38' 43" NB, 5° 39' 13" OL | 0856/wikinr56 | Eenlaags woonhuis                                       |
| Tweelaagse villa in een strakke Amsterdamse schoolstijl | circa 1920            |           | Rudigerstraat 26                           | 51° 38' 41" NB, 5° 39' 19" OL | 0856/wikinr57 | Tweelaagse villa in een strakke Amsterdamse schoolstijl |
| Langgevelboerderij                                      | 19e eeuw              |           | Wilgenstraat 4                             | 51° 38' 37" NB, 5° 40' 9" OL  | 0856/wikinr58 | Langgevelboerderij                                      |
| Voormalige Duitse bunker                                |                       |           | Zeelandsedijk naast M16                    | 51° 39' 2" NB, 5° 40' 24" OL  | 0856/wikinr59 | Voormalige Duitse bunker                                |

## Zeeland
De plaats Zeeland kent 14 gemeentelijke monumenten:
| Object                      | Bouwjaar | Architect | Locatie         | Coördinaten                   | Nr.        | Afbeelding                  |
| --------------------------- | -------- | --------- | --------------- | ----------------------------- | ---------- | --------------------------- |
| Burgerwoning                |          |           | Brand 7         | 51° 41' 37" NB, 5° 40' 32" OL | 1685/H959  | Burgerwoning                |
| Mariakapel                  |          |           | Kapelweg ong.   | 51° 41' 38" NB, 5° 40' 8" OL  | 1685/H725  | Meer afbeeldingen           |
| Woonhuis                    |          |           | Kerkstraat 11   | 51° 41' 39" NB, 5° 40' 18" OL | 1685/H3694 | Woonhuis                    |
| Gemeentehuis (gedeeltelijk) |          |           | Kerkstraat 39   | 51° 41' 47" NB, 5° 40' 25" OL | 1685/H3584 | Gemeentehuis (gedeeltelijk) |
| Woonhuis                    |          |           | Kerkstraat 42   | 51° 41' 47" NB, 5° 40' 27" OL | 1685/H1277 | Woonhuis                    |
| Woonhuis                    |          |           | Kerkstraat 44   | 51° 41' 47" NB, 5° 40' 27" OL | 1685/H376  | Woonhuis                    |
| Café D'n Brouwer            |          |           | Kerkstraat 62 a | 51° 41' 52" NB, 5° 40' 29" OL | 1685/H432  | Café D'n Brouwer            |
| Café D'n Brouwer            |          |           | Kerkstraat 64   | 51° 41' 52" NB, 5° 40' 30" OL | 1685/H433  | Café D'n Brouwer            |
| Pakhuis en woonhuis         |          |           | Kerkstraat 72   | 51° 41' 53" NB, 5° 40' 30" OL | 1685/H3049 | Pakhuis en woonhuis         |
| Woonhuis                    |          |           | Kerkstraat 72 a | 51° 41' 53" NB, 5° 40' 30" OL | 1685/H3253 | Woonhuis                    |
| Oude boerderij              |          |           | Kerkstraat 78   | 51° 41' 55" NB, 5° 40' 31" OL | 1685/H379  | Oude boerderij              |
| Woonhuis                    |          |           | Kerkstraat 94   | 51° 42' 1" NB, 5° 40' 32" OL  | 1685/H2741 | Woonhuis                    |
| Woonboerderij               |          |           | Voederheil 2    | 51° 42' 22" NB, 5° 40' 46" OL | 1685/K877  | Woonboerderij               |
| Woonboerderij               |          |           | Voederheil 2 a  | 51° 42' 23" NB, 5° 40' 46" OL | 1685/K878  | Woonboerderij               |

's-Hertogenbosch ·
Alphen-Chaam ·
Altena ·
Asten ·
Baarle-Nassau ·
Bergeijk ·
Bergen op Zoom ·
Bernheze ·
Best ·
Bladel ·
Boekel ·
Boxtel ·
Cranendonck ·
Deurne ·
Dongen ·
Drimmelen ·
Eersel ·
Eindhoven ·
Etten-Leur ·
Lijst van gemeentelijke monumenten in Geertruidenberg ·
Geldrop-Mierlo ·
Gemert-Bakel ·
Gilze en Rijen ·
Goirle ·
Halderberge ·
Heeze-Leende ·
Helmond ·
Heusden ·
Hilvarenbeek ·
Laarbeek ·
Land van Cuijk ·
Maashorst ·
Meierijstad ·
Moerdijk ·
Nuenen, Gerwen en Nederwetten ·
Oirschot ·
Oisterwijk ·
Oosterhout ·
Oss ·
Reusel-De Mierden ·
Roosendaal ·
Someren ·
Son en Breugel ·
Lijst van gemeentelijke monumenten in Steenbergen ·
Tilburg ·
Valkenswaard ·
Vught ·
Waalre ·
Waalwijk ·
Woensdrecht ·
Zundert
's-Hertogenbosch ·
Alphen-Chaam ·
Altena ·
Asten ·
Baarle-Nassau ·
Bergeijk ·
Bergen op Zoom ·
Bernheze ·
Best ·
Bladel ·
Boekel ·
Boxtel ·
Cranendonck ·
Deurne ·
Dongen ·
Drimmelen ·
Eersel ·
Eindhoven ·
Etten-Leur ·
Lijst van gemeentelijke monumenten in Geertruidenberg ·
Geldrop-Mierlo ·
Gemert-Bakel ·
Gilze en Rijen ·
Goirle ·
Halderberge ·
Heeze-Leende ·
Helmond ·
Heusden ·
Hilvarenbeek ·
Laarbeek ·
Land van Cuijk ·
Maashorst ·
Meierijstad ·
Moerdijk ·
Nuenen, Gerwen en Nederwetten ·
Oirschot ·
Oisterwijk ·
Oosterhout ·
Oss ·
Reusel-De Mierden ·
Roosendaal ·
Someren ·
Son en Breugel ·
Lijst van gemeentelijke monumenten in Steenbergen ·
Tilburg ·
Valkenswaard ·
Vught ·
Waalre ·
Waalwijk ·
Woensdrecht ·
Zundert